# Канадські федеральні вибори 1968
Канадські федеральні вибори 1968 року (фр. Élections fédérales canadiennes de 1968; англ. 1968 Canadian federal election) відбулись 25 червня. У результаті було обрано 264 членів парламенту. Вибори виграла Ліберальна партія на чолі з П'єром Трюдо. Офіційною опозицією стала Прогресивно-консервативна партія.
То були перші федеральні вибори в Канаді, під час яких проводились передвиборчі дебати за участі лідерів партій.
Явка склала 76 %.

## Передвиборча кампанія
У грудні 1967 року Лестер Пірсон оголосив про свій ухід. Новим головою Ліберальної партії на виборах у квітні 1968 року став відносно невідомий П'єр Трюдо. Він же став прем'єр-міністром країни. Трюдо, будучи двомовним федералістом, набувши значної популярності, передвиборча кампанія лібералів проводилась, в основному, з акцентом на його особистість. У передвиборчих гаслах Трюдо пропонував піти працювати разом з ним («Come work with me»).
Прогресивно-консервативна партія на чолі з Робертом Стенфілдом виступала з ідеєю об'єднання двох націй (франко-канадців та англо-канадців) під гаслом «Одна країна, одна Канада» («One country, one Canada»). Однак, партія не змогла цілком оговтатись після уходу Джона Діфенбейкера.
Ліва Нова демократична партія на чолі з прем'єром Саскачевану Томмі Дугласом виступала з гаслом «Ви переможете з НДП» (англ. You win with the NDP), в її передвиборчій кампанії було доступне житло, збільшення пенсій за віком, зменшення цін на ліки. Разом з тим, партія мала труднощі, оскільки новий лідер лібералів Трюдо, який свого часу її підтримував, використовував лівацьку риторику й відтягнув частину голосів (особливо молоді) на себе.
У виборах також брали участь Партія соціального кредиту Канади та її відокремлене популістське квебекське крило Об'єднання соціального кредиту.

## Результати
У результаті виборів до парламенту країни пройшли Ліберальна партія Канади, Прогресивно-консервативна партія Канади, Нова демократична партія й Об'єднання соціального кредиту. Також були обрані по одному безпартійному та ліберал-лейбористському кандидату. Окрім того, у виборах брали участь, але не отримали жодного місця в парламенті Партія соціального кредиту, Комуністична партія Канади, Носорогова партія, Демократична партія, Реформістська партія, Консервативна партія, Соціалістична робітнича партія, Республіканська партія, партії Démocratisation Économique, Esprit social, Franc Lib, New Canada. Менше за всіх голосів здобув кандидат неонацистів (Націонал-соціалістичної партії).